# Jean Bolland
Jean Bolland (latinul: Johannes Bollandus), (Julémont, 1596. augusztus 18. – Antwerpen, 1665. szeptember 12.) jezsuita szerzetes, hagiográfus.
Felülvizsgálta a Heribert Rosweyde gyűjtötte hagiográfiai anyagot, majd kidolgozta az Acta Sanctorum, tehát a szentekkel foglalkozó forrásanyag kritikai kiadásának programját, illetve metódusát. Halála után Daniel van Papenbroeck folytatta munkáját. Követői a bollandisták.